# Leptoneta paroculus
Leptoneta paroculus és una espècie d'aranya araneomorfa de la família dels leptonètids (Leptonetidae). Fou descrita per primera vegada l'any 1907 per Eugène Simon.
Aquesta espècie és endèmica d'Espanya. És una aranya cavernícola, i es troba en coves de la província d'Osca i de Lleida.